# Pallenopsis oculotuberculosis
Pallenopsis oculotuberculosis är en havsspindelart som beskrevs av Hilton, W.A. 1942. Pallenopsis oculotuberculosis ingår i släktet Pallenopsis och familjen Phoxichilidiidae. Inga underarter finns listade i Catalogue of Life.